# Павлов, Николай Матвеевич
Николай Матвеевич Павлов (9 апреля 1924, Заморино, Новгородская губерния — 10 ноября 1978, Запорожье) — советский военнослужащий, участник Великой Отечественной войны, полный кавалер ордена Славы, исполняющий обязанности командира взвода 86-го стрелкового полка, гвардии младший сержант — на момент представления к награждению орденом Славы 1-й степени.

## Биография
Родился 9 апреля 1924 года в деревне Заморино (ныне — Фировского района Тверской области). Окончил 4 класса. Работал лесорубом.
В августе 1942 года был призван в Красную Армию. С того же времени на фронте. Особо отличился на завершающем этапе войны, в боях на территории Румынии, Венгрии и Чехословакии.
6 сентября 1944 года пулемётчик мотоциклетного батальона 4-го отдельного гвардейского мотоциклетного полка гвардии младший сержант Павлов в боях за населённый пункт Кладово, рискуя жизнью, выдвинул пулемёт на выгодную позицию, внезапно открыл огонь по контратакующему противнику и обратил его в бегство. При отражении второй контратаки вынудил врага отступить с большими потерями. Приказом от 25 октября 1944 года гвардии младший сержант Павлов Николай Матвеевич награждён орденом Славы 3-й степени.
15-16 октября 1944 года гвардии младший сержант Павлов в бою за населённый пункт Коньяр подобрался к вражескому пулемёту и уничтожил его расчёт, чем содействовал овладению населённым пунктом. Приказом от 25 декабря 1944 года гвардии младший сержант Павлов Николай Матвеевич награждён орденом Славы 2-й степени.
В боях за освобождение Чехословакии в апреле 1945 года гвардии младший сержант Павлов исполнял обязанности командира взвода 86-го стрелкового полка. 29 апреля 1945 года в бою за населённый пункт Ивановиче он, возглавляя бойцов, ворвался на окраину населённого пункта и закрепился на занятом рубеже. При отражении контратак противника бойцы подбили вражеский танк, подавили 4 огневые точки, истребили свыше 20 противников, захватили 2 орудия, 6 пулемётов, 16 винтовок. В бою Павлов был ранен, но остался в строю.
После Победы продолжил службу в армии.
Указом Президиума Верховного Совета СССР от 15 мая 1946 года за исключительное мужество, отвагу и бесстрашие, проявленные на заключительном этапе Великой Отечественной войны в боях с вражескими захватчиками гвардии младший сержант Павлов Николай Матвеевич награждён орденом Славы 1-й степени. Стал полным кавалером ордена Славы.
В 1947 Н. М. Павлов был демобилизован. Вернулся на родину. Работал на лесокомбинате. В 1958 году переехал в город Запорожье, где работал на заводе «Запорожсталь». Умер 10 ноября 1978 года. Похоронен на Капустяном кладбище в Запорожье.

## Награды
- орден Славы 3-х степеней
- медаль «За отвагу» (25.10.1944)[1], (20.01.1945)[2]